# Jakob Sahme
Jakob Sahme (auch Jacob Sahm; * 28. Mai 1629 in Königsberg (Preußen); † 23. November 1680 ebenda) war ein deutscher Philologe und evangelischer Theologe.

## Leben
Der Sohn des gleichnamigen Königsberger Ratsherrn (* 14. November 1579; † 23. Juni 1641) und dessen zweiter Frau Agnes († 22. Mai 1627), Tochter des Königsberger Kanzleiverwalters Christoph Althaus, besuchte anfänglich die Domschule seiner Heimatstadt. Nachdem er an der Universität Königsberg, an der Universität Wittenberg und an der Universität Rostock studiert hatte, erwarb er in Königsberg am 3. April 1655 den akademischen Grad eines Magisters der Philosophie. Danach unternahm er eine Bildungsreise, die ihn nach Holland und England führte.
Zurückgekehrt in seine Heimat, wurde er 1658 Professor für griechische Sprache und 1662 Professor der Rhetorik. Im Sommersemester 1666 war er Rektor der Königsberger Hochschule.  1666 wurde er Erzpriester in Bartenstein. 1673 folgte er einem Ruf als Pfarrer an die Domkirche in Kneiphof, wurde damit Inspektor der Königsberger Schulen und Assessor des samländischen Konsistoriums in Königsberg.

## Familie
Sahme hatte sich am 23. Oktober 1658 mit Dorothea (* 22. März 1641; † 16. Februar 1703) verheiratet, der Tochter des Pfarrers der Altstadt, Martin Wolder. Aus der Ehe stammen Kinder, von diesen kennt man:
- Christian Sahme (* 10. Januar 1663; † 26. Juli 1732)
- Theodor Sahme (* 9. Mai 1665; † April 1666)
- Jakob Friedrich Sahme (* 28. September 1669; † 10. Januar 1724) Hofgerichtsadvokat, Kommissions- und Stadtrat der Altstadt
- Daniel Kornelius Sahme (* 31. Dezember 1674; † 11. März 1706) Advokat des Gerichts der drei Städte und Ratsherr in der Königsberger Altstadt
- Dorothea Louise Sahme (lebte 1724) verh. 27. November 1696 mit dem Professor und Bibliothekar Andreas Hedio (* 16. Juli 1640; † 11. Juli 1703)
- Adelgunde Sahme (* 23. Dezember 1676; † 1736) verh. I mit Pfarrer Georg Stabenau, II mit dem Kaufmann der Altstadt Hermann Rhode
- Anna Maria Sahme (lebt 1724) verh. mit dem Diakon in Mietau Michael Lange
- Sohn NN. Sahme (lebt 1680)
- Sohn NN. Sahme († jung)
- Tochter NN. Sahme († jung)

## Werke
- Disputatio Optico-Physica De Visionis Modo. Königsberg 1649
- Dissertatio Historico-Politica De Lege Regia. Königsberg 1662
- Disp. De conscientia tam in Genere quam in specie

## Weblink
- Druckschriften von und über Jakob Sahme im VD 17.

| Personendaten    | Personendaten                                  |
| ---------------- | ---------------------------------------------- |
| NAME             | Sahme, Jakob                                   |
| ALTERNATIVNAMEN  | Sahm, Jacob                                    |
| KURZBESCHREIBUNG | deutscher Philologe und evangelischer Theologe |
| GEBURTSDATUM     | 28. Mai 1629                                   |
| GEBURTSORT       | Königsberg (Preußen)                           |
| STERBEDATUM      | 23. November 1680                              |
| STERBEORT        | Königsberg (Preußen)                           |